# العلاقات النيجرية الموريشيوسية
العلاقات النيجرية الموريشيوسية هي العلاقات الثنائية التي تجمع بين النيجر وموريشيوس.

## مقارنة بين البلدين
هذه مقارنة عامة ومرجعية للدولتين:
| وجه المقارنة                                              | النيجر          | موريشيوس                 |
| --------------------------------------------------------- | --------------- | ------------------------ |
| المساحة (كم2)                                             | 1.27 مليون      | 2.04 ألف                 |
| عدد السكان (نسمة)                                         | 21.48 مليون     | 1.26 مليون               |
| الكثافة السكانية (ن./كم²)                                 | 16.91           | 617.65                   |
| العاصمة                                                   | نيامي           | بورت لويس                |
| اللغة الرسمية                                             | لغة فرنسية      | لغة إنجليزية، لغة فرنسية |
| العملة                                                    | فرنك غرب أفريقي | روبي موريشي              |
| الناتج المحلي الإجمالي (بليون دولار)                      | 8.12 مليار      | 13.34 مليار              |
| الناتج المحلي الإجمالي (تعادل القوة الشرائية) بليون دولار | 19.01 مليار     | 25.36 مليار              |
| الناتج المحلي الإجمالي الاسمي للفرد دولار أمريكي          | 358             | 9.25 ألف                 |
| الناتج المحلي الإجمالي للفرد دولار أمريكي                 | 938             | 18.59 ألف                |
| مؤشر التنمية البشرية                                      | 0.348           | 0.777                    |
| رمز المكالمات الدولي                                      | +227            | +230                     |
| رمز الإنترنت                                              | .ne             | .mu                      |
| المنطقة الزمنية                                           | ت ع م+01:00     | ت ع م+04:00              |

## منظمات دولية مشتركة
يشترك البلدان في عضوية مجموعة من المنظمات الدولية، منها:
| علم المنظمة | اسم المنظمة                                 | تاريخ انضمام النيجر | تاريخ انضمام موريشيوس |
| ----------- | ------------------------------------------- | ------------------- | --------------------- |
|             | وكالة ضمان الاستثمار متعدد الأطراف          | 10 مايو 2012        | 28 ديسمبر 1990        |
|             | الأمم المتحدة                               | 20 سبتمبر 1960      | 24 أبريل 1968         |
|             | الفريق المعني برصد الأرض                    | ?                   | ?                     |
|             | منظمة حظر الأسلحة الكيميائية                | ?                   | ?                     |
|             | منظمة التجارة العالمية                      | ?                   | ?                     |
|             | منظمة الشرطة الجنائية الدولية               | ?                   | ?                     |
|             | الاتحاد الأفريقي                            | ?                   | ?                     |
|             | البنك الإفريقي للتنمية                      | ?                   | ?                     |
|             | مؤسسة التنمية الدولية                       | 24 أبريل 1963       | 23 سبتمبر 1968        |
|             | يونسكو                                      | 10 نوفمبر 1960      | 25 أكتوبر 1968        |
|             | مجموعة دول أفريقيا والكاريبي والمحيط الهادئ | ?                   | ?                     |
|             | الاتحاد البريدي العالمي                     | ?                   | ?                     |
|             | البنك الدولي للإنشاء والتعمير               | 24 أبريل 1963       | 23 سبتمبر 1968        |
|             | الاتحاد الدولي للاتصالات                    | 14 نوفمبر 1960      | 30 أغسطس 1969         |
|             | مؤسسة التمويل الدولية                       | 7 يناير 1980        | 23 سبتمبر 1968        |
|             | المركز الدولي لتسوية المنازعات الاستشارية   | 14 ديسمبر 1966      | 2 يوليو 1969          |